# Pauline Starke

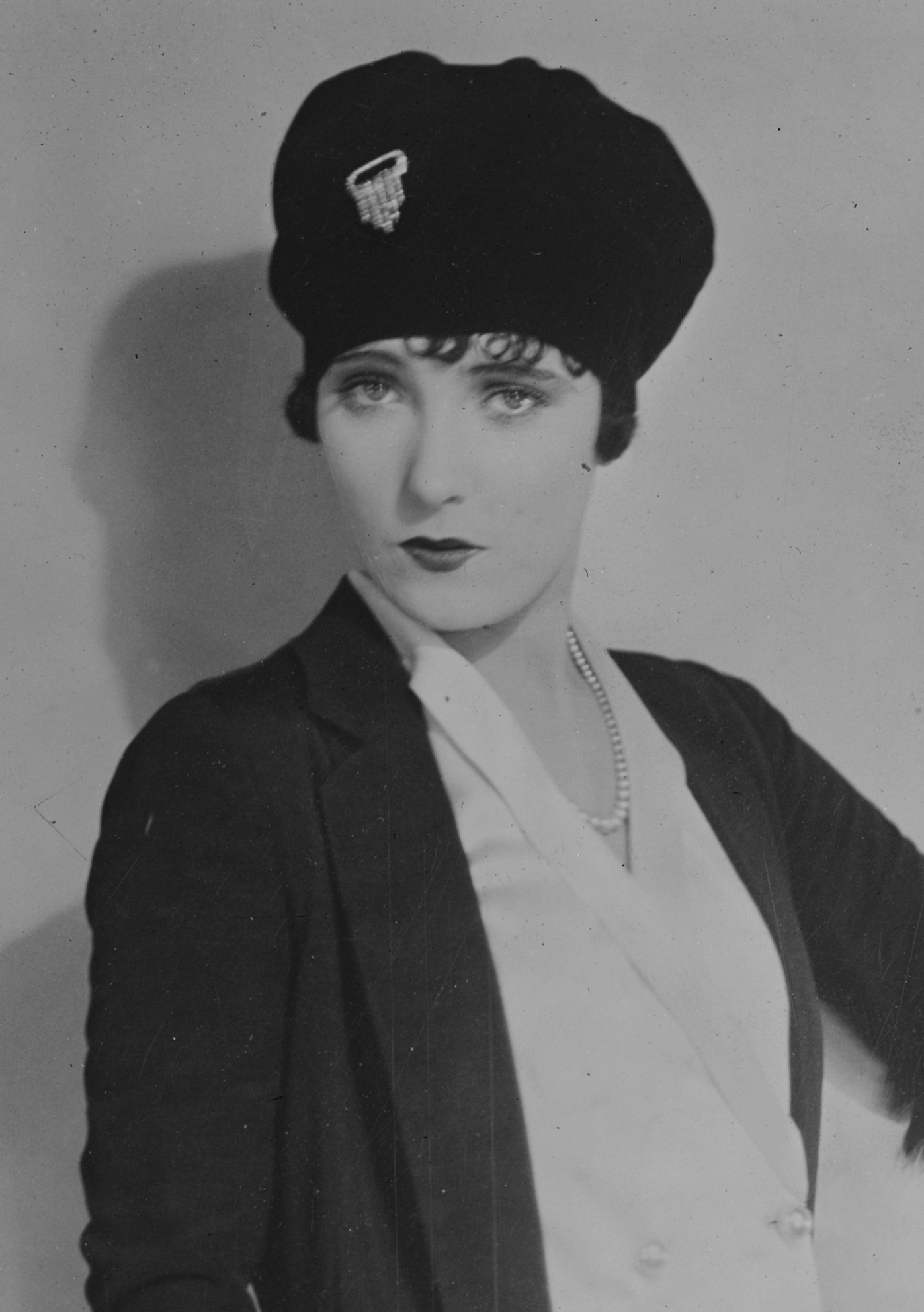
Pauline Starke (1927)

Pauline Starke (* 10. Januar 1901 in Joplin, Missouri; † 3. Februar 1977 in Santa Monica, Kalifornien) war eine US-amerikanische Schauspielerin der Stummfilmära.

## Leben
Pauline Starke wurde 1901 in Joplin im Bundesstaat Missouri geboren. Nach ihrem Schulabschluss kam sie durch die Kontakte eines Freundes zur Filmbranche. 1916 erhielt Starke ihre erste kleine Filmrolle als Tänzerin in David Wark Griffiths Intoleranz. Nach weiteren Statistenrollen wurde sie 1917 vom Regisseur Frank Borzage entdeckt, der sie fortan in mehreren seiner Filme für die weibliche Hauptrolle besetzte.
1922 wurde Starke zu einer von dreizehn WAMPAS Baby Stars gewählt, denen laut Ansicht der Jury eine große Karriere bevorsteht. Mit Aufkommen des Tonfilms ließ Starkes Filmkarriere jedoch langsam nach. 1935 beendete sie ihre Laufbahn als Schauspielerin nach mehr als sechzig Filmrollen offiziell, war danach aber noch weitere zwei Male in kleinen Nebenrollen zu sehen: 1941 in She Knew All the Answers und 1943 in Der kleine Engel. In beiden Filmen wurde Starke jedoch nicht im Abspann genannt. Anschließend zog sie sich endgültig von der Schauspielerei zurück.
Pauline Starke war zweimal verheiratet. Die erste im September 1927 mit dem Filmproduzenten Jack White geschlossene Ehe wurde 1931 geschieden, die zweite Ehe mit dem Schauspieler George Sherwood hielt von 1932 bis zu Starkes Tod an. Sie starb am 3. Februar 1977 an den Folgen eines Schlaganfalls im Alter von 76 Jahren in Santa Monica. Starke wurde auf dem Forest Lawn Memorial Park bestattet.
Für ihre Verdienste in der Filmbranche erhielt Starke einen Stern auf dem Hollywood Walk of Fame am Hollywood Boulevard.

## Filmografie (Auswahl)
- 1916: Intoleranz (Intolerance)
- 1917: Cheerful Givers
- 1919: The Life Line
- 1919: The Broken Butterfly
- 1919: Eyes of Youth
- 1920: The Courage of Marge O'Doone
- 1921: A Connecticut Yankee in King Arthur's Court
- 1921: Salvation Nell
- 1922: If You Believe It, It's So
- 1923: Im Schoße der Erde, oder Die Katastrophe auf der Zeche Osten (Little Church Around the Corner)
- 1923: Die Augen des Urwaldes (Eyes of the Forest)
- 1923: Lost and Found on a South Sea Island
- 1923: His Last Race
- 1924: Die Nacht des Inferno (Dante's Inferno)
- 1925: Heimatlos (The Man Without a Country)
- 1925: Bright Lights
- 1927: Captain Salvation
- 1928: Die Teufel der Nordsee (The Viking)
- 1930: What Men Want
- 1935: Twenty Dollars a Week
- 1941: She Knew All the Answers
- 1943: Der kleine Engel (Lost Angel)